# Viliam Čislák
Viliam Čislák (ur. 12 marca 1972 w Koszycach) – słowacki lekarz, w latach 2014–2016 minister zdrowia.

## Życiorys
Na początku lat 90. był zatrudniony jako sanitariusz. W 1997 ukończył studia medyczne na Uniwersytecie Komeńskiego w Bratysławie. W 2011 został absolwentem studiów z zakresu zarządzania w zdrowiu publicznym. Od 1997 pracował jako lekarz w szpitalu uniwersyteckim w Koszycach, a od 2004 jako lekarz w przedsiębiorstwie Air – Transport Europe w Popradzie. Później był m.in. dyrektorem pogotowia ratunkowego w Koszycach. W 2011 kierował jednym z działów szpitala w Rożniawie, następnie był kierownikiem opieki zdrowotnej w spółce akcyjnej „Svet zdravia”.
W kwietniu 2012 objął stanowisko sekretarza stanu w resorcie zdrowia. W listopadzie 2014 zastąpił Zuzanę Zvolenską na stanowisku ministra zdrowia w drugim rządzie Roberta Ficy. Urząd ten sprawował do końca funkcjonowania gabinetu w marcu 2016. Powrócił następnie do pracy w prywatnej służbie zdrowia.